# Omar Pasha
Omar Pasha, también conocido como Omar Pasha Latas (en turco: Ömer Lütfi Paşa, serbio: Омер-паша Латас, romanizado: Omer-paša Latas; 24 de septiembre de 1806 - 18 de abril de 1871) fue un militar y gobernador del imperio Otomano. Nacido en el Imperio austríaco de padres cristianos ortodoxos serbios, inicialmente sirvió como soldado austríaco. Cuando se enfrentó a cargos de malversación de fondos, huyó a la Bosnia otomana en 1823 y se convirtió al Islam; luego se unió al ejército otomano, donde rápidamente ascendió de rango.
Pasha aplastó varias rebeliones en todo el Imperio otomano. Fue el comandante principal de la Guerra de Crimea (1853-56) , donde derrotó a los rusos en Giurgevo, recuperando el control de Bucarest y los principados del Danubio, y empujando a los rusos fuera del río Danubio. Pasha encabezó notables victorias en Oltenița, Cetate, Eupatoria, Sujumi y el sitio de Sebastopol. Como comandante, destacó por sus habilidades estratégicas y diplomáticas.